# Faith Fidel
Faith Fidel, née le 28 mars 2009 dans la région du Sud-Ouest du Cameroun est une actrice camerounaise. Elle se fait connaitre à l'âge de 11 ans à travers le film The Fisherman's Diary sorti en 2020, dans lequel elle joue le rôle d'Ekah. Sa performance dans ce film lui permet de remporter une vingtaine de récompenses dont celle de Meilleur Espoir au Africa Movie Academy Award, Meilleure révélation au Golden Movie Awards et Meilleure actrice aux Écrans noirs,.

## Biographie
Faith Fidel fait ses premiers pas au cinéma à l'âge de 5 ans dans le film Tenacity du réalisateur camerounais Derick Musing,.
En 2020 elle obtient un des rôles principaux dans le film The Fisherman's Diary d'Enah Johnscott aux côtés de Kang Quintus et Ramsey Nouah. Le film connait un énorme succès et est présélectionné aux Oscars 2021. En juillet 2021, Netflix achète les droits de diffusion du film. 
Faith Fidel est salué pour sa performance et remporte une vingtaine de prix et distinctions.
En 2021, elle joue aux côtés d'Anurin Nwunembom dans le film Where I Come From écrit par Tessy Eseme et réalisé par Takong Delvis. En novembre 2021, le film est doublement nommé aux Africa Movie Academy Awards; Faith Fidel est nommé dans la catégorie Meilleur Espoir et Tessy Eseme dans la catégorie meilleur Scénario,.

## Filmographie
- 2018 : Tenacity
- 2018 : Saving Mbango
- 2020 : The Fisherman's Diary
- 2021 : Where I Come From

## Prix et distinctions
- 2020 : Meilleur actrice aux Écrans Noirs
- 2020 : Meilleur Espoir aux  Africa Movie Academy Award (AMAA)
- 2020 : Meilleure Révélation aux Golden Movie Awards
- 2020 : Meilleure actrice dans un long métrage dramatique au I Will Tell International Festival à Londres[11]
- 2021 : Meilleur espoir féminin au Camiff[2]
- 2021 : Meilleure Performance au Festival Yahra
- 2021 : Meilleure comédienne de Cinéma au Balafon 7 Awards[12]